# Табітеуеа
Табітеуеа (англ. Tabiteuea) — атол у південній частині островів Гілберта в Тихому океані. Розташований за 50 км на північний захід від групи островів Онотоа та є найбільшим атолом в архіпелазі Гілберта. Є групою з 10 острівців і поділяється на дві частини: Північний Табітеуеа й Південний Табітеуеа.

## Назва
У перекладі з мови кірибаті слово «Табітеуеа» означає «земля, на якій немає вождів», що відображує егалітаристський принцип організації суспільного життя.

## Історія
Наприкінці XIX століття на атолі спостерігалось релігійне протистояння між жителями Південного Табітеуеа, які дотримувались місцевих вірувань, и Північного Табітеуеа, наверненими в християнство.

## Демографія
| №                                       | Назва      | Назва англійською | Населення, осіб (2010) |
| --------------------------------------- | ---------- | ----------------- | ---------------------- |
| Північний Табітеуеа (26 км², 3689 осіб) |            |                   |                        |
| 1                                       | Текабвібві | Tekabwibwi        | 140                    |
| 2                                       | Текаман    | Tekaman           | 228                    |
| 3                                       | Танаеанг   | Tanaeang          | 498                    |
| 4                                       | Буота      | Buota             | 385                    |
| 5                                       | Терікіаї   | Terikiai          | 278                    |
| 6                                       | Еїта       | Eita              | 696                    |
| 7                                       | Утіроа     | Utiroa            | 762                    |
| 8                                       | Таума      | Tauma             | 201                    |
| 9                                       | Кабуна     | Kabuna            | 202                    |
| 10                                      | Тенаторуа  | Tenatorua         | 130                    |
| 11                                      | Бангаї     | Bangai            | 42                     |
| 12                                      | Аїва       | Aiwa              | 127                    |
| Південний Табітеуеа (12 км², 1290 осіб) |            |                   |                        |
| 13                                      | Теваї      | Tewai             | 338                    |
| 14                                      | Таунгаеака | Taungaeaka        | 133                    |
| 15                                      | Буарікі    | Buariki           | 399                    |
| 16                                      | Нікутору   | Nikutoru          | 195                    |
| 17                                      | Катабанга  | Katabanga         | 78                     |
| 18                                      | Таку       | Taku              | 147                    |
|                                         | Разом      |                   | 4979                   |